# Форсајт (Џорџија)
Форсајт (Џорџија) (енгл. Forsyth) град је у америчкој савезној држави Џорџија. По попису становништва из 2010. у њему је живело 3.788 становника.

## Демографија
Према попису становништва из 2010. у граду је живело 3.788 становника, што је 12 (0,3%) становника више него 2000. године.
| Група             | 2000.         | 2010.         |
| Белци             | 1.523 (40,3%) | 1.532 (40,4%) |
| Афроамериканци    | 2.176 (57,6%) | 2.079 (54,9%) |
| Азијати           | 9 (0,2%)      | 50 (1,3%)     |
| Хиспаноамериканци | 60 (1,6%)     | 79 (2,1%)     |
| Укупно            | 3.776         | 3.788         |